# Бригада материально-технического обеспечения Российской Федерации
Отдельная бригада материально-технического обеспечения — войсковое соединение в Вооружённых силах Российской Федерации, занимающееся обеспечением боевой готовности войск и сил: содержанием и подвозом материальных средств; ремонтом вооружения и военной техники; ремонтом и строительством автомобильных дорог; заправкой техники горючим.
Кроме того, отдельные бригады МТО могут заниматься химчисткой обмундирования, стиркой, помывкой военнослужащих, выпеканием хлеба в интересах тех соединений, которые не располагают для этого необходимыми средствами. Отдельные бригады МТО входят в состав системы Материально-технического обеспечения Вооружённых сил Российской Федерации, являясь её мобильным компонентом.

## Задачи
Задача соединений МТО состоит в обеспечении войск запасами материальных средств. Кроме того, при необходимости, в задачи бригады входит проводить эвакуацию повреждённой автомобильной и бронетанковой техники, с помощью подвижных ремонтных средств проводить их ремонт и восстановление, развёртывать полевые базы и склады для обеспечения боевых действий, строить и ремонтировать автомобильные дороги, строить полевые магистральные трубопроводы (ПМТП) и разборные автодорожные и наплавные железнодорожные мосты, обеспечивать возможность передвижения и возведения переправ в зоне ответственности, создавать пункты питания, каждый из которых представляет собой мобильный комплекс, способный обеспечить потоковое питание военнослужащих, в том числе: полевой хлебозавод, банно-прачечный комбинат, полевые заправочные пункты.

## Состав и численность
В состав отдельной бригады МТО входят мостовой батальон, трубопроводный батальон, автомобильные, ремонтные, дорожно-комендантские и понтонно-мостовые подразделения. В каждой бригаде материально-технического обеспечения имеется два автомобильных батальона с общим количеством 150 грузовых автомобилей общего назначения с 50 прицепами и 260 специализированных грузовиков на бригаду. 
- 1-й автомобильный батальон
- 2-й автомобильный батальон
- трубопроводный батальон
- дорожно-комендантский батальон
- 1-й ремонтно-восстановительный батальон (комплексного ремонта)
- 2-й ремонтно-восстановительный батальон (комплексного ремонта)
- мостовой батальон[11]
- автомобильная рота заправки горючим

Численность составляет около 2000 человек.

## Формирования
- 51-я отдельная бригада МТО, в/ч 72152, г. Красное Село, Ленинградская область;
- 69-я отдельная бригада МТО, в/ч 11385, г. Дзержинск, Нижегородская область;
- 78-я отдельная бригада МТО, в/ч 11384, г. Буденновск, Ставропольский край;
- 99-я отдельная бригада МТО, в/ч 72153, г. Майкоп, Республика Адыгея;
- 101-я отдельная бригада МТО, в/ч 11388, г. Уссурийск, Приморский край;
- 102-я отдельная бригада МТО, в/ч 72155, п. Сосновый Бор, Республика Бурятия;
- 103-я отдельная бригада МТО, в/ч 72157, г. Белогорск, Амурская область;
- 104-я отдельная бригада МТО, в/ч 11387, г. Чита, Забайкальский край;
- 105-я отдельная бригада МТО, в/ч 11386, п. Рощинский, Самарская область;
- 106-я отдельная бригада МТО, в/ч 72154, г. Юрга, Кемеровская область;
- 133-я отдельная бригада МТО, в/ч 73998, г. Бахчисарай, Республика Крым[12];
- 152-я отдельная бригада МТО, в/ч 80504, г. Лиски, Воронежская область.